# Фишингер, Оскар
О́скар Ви́льгельм Фи́шингер (нем. Oskar Wilhelm Fischinger; 22 июня 1900 — 31 января 1967) — немецко-американский аниматор, режиссёр и художник, ставший известным благодаря созданию абстрактной музыкальной анимации за многие десятилетия до появления компьютерной графики и музыкальных клипов. Создал спецэффекты для фильма Фрица Ланга «Женщина на Луне» (1929), одного из первых научно-фантастических фильмов о ракетах. Автор более 50 короткометражных фильмов и около 800 полотен, многие из которых находятся в музеях, галереях и коллекциях по всему миру.

## Биография
Оскар Фишингер решил посвятить себя созданию кино в возрасте 21 года после просмотра первого представления Вальтера Руттмана Light-Play Opus No. 1. В этом ему должно было помочь обучение игре на скрипке и органе, а также изучение архитектурных чертежей и проектировка инструментов.
Его первые картины считаются наиболее радикальными, возможно, потому, что он пытался создать что-то, что кардинально отличалось бы от «романтической хореографии маленьких фигур Руттмана и статического развития графических запутанностей Викинга Эггелинга». В Wax Experiments и Spirals крайне сложные визуальные паттерны, движущиеся в гипнотическом цикле, прерываются однокадровыми вспышками контрастных изображений. Подобная монтажная виртуозность продемонстрирована и в R-1: A Form-Play, абстрактной короткометражке, построенной на принципе мультиэкспозиции, снятой им между 1925 и 1927 годами.
Несмотря на успех его работ, он существовал на средства от создания традиционных мультфильмов, в которых проявлял свое мастерство в анатомии, перспективе и сторителлинге. Однако в Spiritual Constructions он вновь применяет свои неординарные техники. В этом абстрактном фильме двое пьяниц спорят и шатаются по чужим домам, а потом их приключение становится «эпической прогулкой искривленных форм и разрушенных представлений».
В 1927 году он путешествует из Мюнхена в Берлин, записывая свое путешествие. Такие дневниковые фильмы появятся лишь спустя 45 лет. В 1929 году работал над созданием спецэффектов ракет, космических пейзажей и поверхностей планет для фантастической картины Фрица Ланга «Женщина на Луне». На съемках этого фильма он сломал лодыжку и, лежа в госпитале, много рисовал углем, что привело к созданию серии 17 Studies.
К этому моменту Руттман уже не создавал абстрактные фильмы, поэтому Фишингер чувствовал себя спокойно, создавая «хореографию простых форм». В каждом из Studies он ставил себе определенную визуальную задачу, которую и стремился решить. Например, в Study No. 6 глаз представляется как мандала или же расщепление материи по теории относительности Эйнштейна посредством аэродинамического движения; в Study No. 7 сталкиваются между собой остроконечные фигуры и плоская поверхность, на которой происходят метаморфозы чувственных форм в стиле ар-нуво; в Study No. 8 это проблема оркестровой множественности и плотности фигур, и так далее.
Органичная синхронизация изображения и музыки в Studies (которые начинались как реклама записей, тем самым как бы предвосхищая появление видеоклипов) сделала их популярной по всему миру, но после прихода к власти нацистов такие работы рассматривались ими с неодобрением, поэтому Фишингеру было отказано в продолжении работы над ними. Однако его вовлеченность в работу над Gasparcolor позволила ему снять еще одну работу — Circles. Несмотря на то, что этот фильм разрабатывался как рекламный, это, в сущности, абстрактная короткометражка, рекламный текст в которой появляется в нескольких последних кадрах.
Затем Фишингер втайне снимает еще один цветной фильм, получивший название Composition in Blue. Он представил эту работу на зарубежных фестивалях, и она была удостоена королевского приза на международной выставке в Брюсселе в 1935 году, Однако тот факт, что Фишингер не получил разрешения на это, ставил его в опасную ситуацию. К счастью, вскоре студией Paramount ему было предложено уехать в Голливуд, однако по приезде туда ему не позволили продолжать заниматься цветными фильмами. Благодаря деньгам гранта фонда Гуггенхейма он смог впоследствии выкупить у Paramount свой фильм Allegretto, который является потрясающим образцом цветной визуальной музыки: в нем он развивает свои идеи ритма, гармонии и контрапункта форм, а изменение цвета от кадра к кадру строится на принципах дивизионизма.
У Фишингера с трудом получалось заниматься производством фильмов в Америке: он сделал An Optical Poem на «Вторую венгерскую рапсодию» Ференца Листа для MGM, но не получил от нее никакой прибыли; затем он снял отрывок для мультфильма Фантазия (1940) для Disney на Токкату и фугу ре минор за авторством Баха, но ему не заплатили, а все его разработки были упрощены и изменены для того, чтобы быть более понятными зрителю. Затем фонд Гуггенхейма попросил его синхронизировать фильм с маршем Суза для того, чтобы он продемонстрировал свою преданность Америке. Далее фонд настоял на том, чтобы Фишингер сделал фильм по Бранденбургскому концерту No. 3, несмотря на то что сам он хотел создать немой фильм, в котором развил бы свои идеи безобъектного изображения — и даже сделал таковой втайне. Он получил название Radio Dynamics и представляет собой медленную ритмичную пульсацию и однокадровые вставки раскрашенных картинок.
Разочарованный в производстве фильмов, Фишингер обращается к масляной живописи. Хотя фонд Гуггенхейма просил сделать мультфильм на основе целлулоидной пленки, Фишингер сделал свой фильм о Бахе документацией акта рисования, взяв единичный кадр, в котором он делал движение кисточкой параллельно структуре музыки, однако без какой-либо синхронизации с ней.
Впоследствии Фишингер никогда не получал средства на свои фильмы, но Motion Painting No. 1 выиграла Гран-При на международном фестивале экспериментального кино в 1949 году. Также два его фильма были в числе лучших на Олимпиаде анимации в 1984 году.